# أرنولد كريستنسن
أرنولد كريستنسن (بالإنجليزية: Arnold George Christensen)‏ هو عسكري نيوزلندي، ولد في 8 أبريل 1922 في هاستينجس في نيوزيلندا، وتوفي في 29 مارس 1944.